# Slittino ai XVII Giochi olimpici invernali
Le competizioni di slittino dei XVII Giochi olimpici invernali si svolsero dal 13 al 18 febbraio 1994 sulla Pista olimpica di bob e slittino dil Lillehammer, in Norvegia.
Vennero disputati tre eventi, due maschili (singolo e doppio) ed uno femminile (singolo), con l'attribuzione di tre titoli olimpici.

## Podi

### Uomini
| Evento             | Oro                                | Tempo    | Argento                             | Tempo    | Bronzo                              | Tempo    |
| Singolo (dettagli) | Georg Hackl Germania               | 3:21.571 | Markus Prock Austria                | 3:21.584 | Armin Zöggeler Italia               | 3:21.833 |
| Doppio (dettagli)  | Italia Kurt Brugger Wilfried Huber | 1:36.720 | Italia Hansjörg Raffl Norbert Huber | 1:36.769 | Germania Stefan Krauße Jan Behrendt | 1:36.945 |

### Donne
| Evento             | Oro                         | Tempo    | Argento               | Tempo    | Bronzo                   | Tempo    |
| Singolo (dettagli) | Gerda Weissensteiner Italia | 3:15.517 | Susi Erdmann Germania | 3:16.276 | Andrea Tagwerker Austria | 3:16.652 |

## Medagliere
| Pos.   | Paese    | Oro | Argento | Bronzo | Totale |
| ------ | -------- | --- | ------- | ------ | ------ |
| 1      | Italia   | 2   | 1       | 1      | 4      |
| 2      | Germania | 1   | 1       | 1      | 3      |
| 3      | Austria  | 0   | 1       | 1      | 2      |
| Totale | Totale   | 3   | 3       | 3      | 9      |